# Diocesi di Nelson
La diocesi di Nelson (in latino: Dioecesis Nelsonensis) è una sede della Chiesa cattolica in Canada suffraganea dell'arcidiocesi di Vancouver. Nel 2021 contava 105.460 battezzati su 440.785 abitanti. È retta dal vescovo Gregory John Bittman.

## Territorio
La diocesi comprende la parte sud-orientale della provincia canadese della Columbia Britannica.
Sede vescovile è la città di Nelson, dove si trova la cattedrale di Maria Immacolata.
Il territorio si estende su 144.000 km² ed è suddiviso in 46 parrocchie, raggruppate in 4 decanati: Est e Ovest Kootenay, Nord e Sud Okanagan.

## Storia
La diocesi è stata eretta il 22 febbraio 1936 con la bolla Universorum christifidelium di papa Pio XI, ricavandone il territorio dall'arcidiocesi di Vancouver.

## Cronotassi dei vescovi
Si omettono i periodi di sede vacante non superiori ai 2 anni o non storicamente accertati.
- Martin Michael Johnson † (18 luglio 1936 - 27 novembre 1954 nominato arcivescovo coadiutore di Vancouver)
- Thomas Joseph McCarthy † (5 maggio 1955 - 9 novembre 1958 nominato vescovo di Saint Catharines)
- Wilfrid Emmett Doyle † (9 novembre 1958 - 6 novembre 1989 ritirato)
- Peter Joseph Mallon † (6 novembre 1989 - 9 giugno 1995 nominato arcivescovo di Regina)
- Eugene Jerome Cooney (15 marzo 1996 - 30 novembre 2007 ritirato)
- John Dennis Corriveau, O.F.M.Cap. (30 novembre 2007 - 13 febbraio 2018 ritirato)
- Gregory John Bittman, dal 13 febbraio 2018

## Statistiche
La diocesi nel 2021 su una popolazione di 440.785 persone contava 105.460 battezzati, corrispondenti al 23,9% del totale.
| anno | popolazione | popolazione | popolazione | presbiteri | presbiteri | presbiteri | presbiteri                | diaconi | religiosi | religiosi | parrocchie |
| anno | battezzati  | totale      | %           | numero     | secolari   | regolari   | battezzati per presbitero | diaconi | uomini    | donne     | parrocchie |
| ---- | ----------- | ----------- | ----------- | ---------- | ---------- | ---------- | ------------------------- | ------- | --------- | --------- | ---------- |
| 1950 | 17.035      | 122.067     | 14,0        | 43         | 25         | 18         | 396                       |         | 19        | 84        | 26         |
| 1966 | 31.500      | 165.000     | 19,1        | 59         | 37         | 22         | 533                       |         | 25        | 114       | 35         |
| 1968 | 38.031      | 196.913     | 19,3        | 52         | 32         | 20         | 731                       |         | 23        | 82        | 33         |
| 1976 | 36.000      | 250.000     | 14,4        | 46         | 33         | 13         | 782                       |         | 14        | 54        | 34         |
| 1980 | 37.557      | 215.000     | 17,5        | 47         | 31         | 16         | 799                       |         | 16        | 56        | 36         |
| 1990 | 63.800      | 232.000     | 27,5        | 46         | 26         | 20         | 1.386                     |         | 20        | 57        | 31         |
| 1999 | 65.000      | 335.000     | 19,4        | 42         | 26         | 16         | 1.547                     |         | 16        | 27        | 30         |
| 2000 | 65.000      | 335.000     | 19,4        | 39         | 28         | 11         | 1.666                     |         | 11        | 24        | 31         |
| 2001 | 55.000      | 335.000     | 16,4        | 39         | 29         | 10         | 1.410                     |         | 10        | 22        | 31         |
| 2002 | 55.000      | 335.000     | 16,4        | 42         | 32         | 10         | 1.309                     |         | 12        | 18        | 31         |
| 2003 | 65.000      | 365.000     | 17,8        | 35         | 28         | 7          | 1.857                     |         | 8         | 20        | 31         |
| 2004 | 65.000      | 365.000     | 17,8        | 36         | 28         | 8          | 1.805                     |         | 8         | 19        | 31         |
| 2013 | 96.300      | 404.000     | 23,8        | 36         | 31         | 5          | 2.675                     |         | 5         | 12        | 32         |
| 2016 | 98.730      | 417.535     | 23,6        | 32         | 26         | 6          | 3.085                     |         | 6         | 6         | 40         |
| 2019 | 102.500     | 428.600     | 23,9        | 32         | 31         | 1          | 3.203                     |         | 1         | 4         | 46         |
| 2021 | 105.460     | 440.785     | 23,9        | 32         | 32         |            | 3.295                     |         |           | 4         | 53         |